# Escudo del Callao
El Escudo del Callao fue adoptado en 1953 y tiene su origen en la medalla otorgada a los participantes en el Sitio del Callao en 1826.  En el escudo figura una torre con la bandera del Perú flameando sobre ella, de fondo el mar y en la parte superior un sol radiante.  El escudo oficial en la parte inferior muestra la leyenda: "La Fiel y Generosa Ciudad del Callao, Asilo de las Leyes y de la Libertad", sin embargo en su representación más simple este texto se reemplaza por la palabra "Callao".

## Origen
El 1 de febrero de 1826, el Consejo de Gobierno formado por el mariscal José de La Mar, José de Larrea y Loredo, Hipólito Unanue y Juan Salazar dictó un decreto concediendo honores a los integrantes del ejército que participaron durante el Sitio del Callao. Se otorgó a los generales y oficiales una medalla de oro, mientras que para el resto de la tropa ésta fue de plata.  La medalla tenía forma ovalada, con un torreón en el centro y sobre ella una bandera peruana.  Alrededor llevaba grabada la inscripción "Toma del Callao, 1826".
El texto de la parte inferior tiene su origen en 1834, cuando el recién elegido presidente Luis José de Orbegoso y Moncada, al sospechar de un golpe de Estado de parte del expresidente Agustín Gamarra, decide refugiarse en la Fortaleza del Real Felipe.  Gamarra da el golpe en Lima proclamando al general Pedro Pablo Bermúdez como Jefe Supremo Provisorio tras lo cual este último marchó con sus fuerzas hacia el Callao para capturar a Orbegoso. Sin embargo los pobladores chalacos se opusieron enfrentando a los golpistas que, tras varias horas de lucha, deciden retirarse.  En reconocimiento al comportamiento de sus habitantes, en la sesión de la Convención Nacional del 7 de marzo de 1834, el presidente Orbegoso otorgó al Callao el título de "La Fiel y Generosa Ciudad del Callao, Asilo de las Leyes y de la Libertad", promulgándose el decreto que lo confirmaba al día siguiente.